# Mimulopsis madagascariensis
Mimulopsis madagascariensis là một loài thực vật có hoa trong họ Ô rô. Loài này được (Baker) Benoist mô tả khoa học đầu tiên năm 1939.